# Коханец, Юрий Николаевич
Ю́рий Никола́евич Кохане́ц (род. 15 февраля 1972 — ?) — российский спортсмен, член олимпийской сборной команды России по конькобежному спорту на Олимпиаде в Турине. С 2009 года числится пропавшим без вести.

## Биография
В 1991 году присвоено звание мастера спорта. В том же году окончил Целиноградский техникум железнодорожного транспорта. После распада СССР выступал за Казахстан. В 1992 году стал чемпионом Казахстана по конькобежному спорту в классическом многоборье. Позднее выступал за Россию.
В 1994 году зачислен в школу высшего спортивного мастерства по зимним видам спорта крайспорткомитета. Участвуя в соревнованиях различного ранга, показывает высокие спортивные результаты.
Является абсолютным чемпионом России в классическом многоборье 1996 года.
В 1998 году стал обладателем Кубка России, и включен в состав национальной сборной команды.
Юрий участвовал в XVIII и XIX зимних Олимпийских играх на дистанции 5000 м: в Нагано (1998) он занял 22-е место, Солт-Лейк-Сити (2002) — 27-е.
В 1997 году ему присвоено звание мастера спорта международного класса. Многократный чемпион и призёр чемпионата России. Победитель и призёр этапов Кубка мира (1998—2003 гг.). Неоднократно входил в число десяти лучших спортсменов Красноярского края по итогам краевого смотра-конкурса.
В 2003 году окончил Дивногорское училище олимпийского резерва.
В 2004 году — чемпион России на дистанции 10000 м, бронзовый призёр на дистанции 5000 м.
В 2005 году — обладатель бронзовой медали этапа Кубка мира в Голландии на дистанции 10000 м. На чемпионате мира в Германии на дистанции 10000 м занял 6 место. На VI зимней Спартакиаде в 2005 году в Красноярском крае — обладатель золотой и бронзовой медалей на дистанции 10000 м и 5000 м. Победитель (10000м) и серебряный призёр (5000м) чемпионата России, проходившего 17-20 декабря в Москве. Обладатель национальных рекордов на этих дистанциях (декабрь 2005).
В 2005 году окончил Сибирский государственный университет физической культуры в Омске. Жил и тренировался в Германии и Дивногорске (Красноярский край). Женат, сын Никлас.
27 августа 2009 года, находясь в Дивногорске, пропал без вести. Последний раз его видели недалеко от посёлка Усть-Мана.